# Biostratonomia
Biostratonomia – dział tafonomii badający pośmiertny los szczątków organizmów do momentu ostatecznego pogrzebania ich w osadzie.
Biostratonomia zajmuje się przede wszystkim wpływem czynników biologicznych (rozkład ciała, efekty drapieżnictwa, bioturbacja, działalność epibiontów, drążenia) i fizycznych (transport, erozja, ekshumacja) oraz, czasami, chemicznych (wczesna diageneza) na zachowanie się i gromadzenie szczątków.